# 大木伸介
大木 伸介（おおき しんすけ、1960年（昭和35年）1月23日 - 2018年（平成30年）9月13日）は、日本の実業家。第15代日本水産代表取締役社長を務めた。

## 人物・経歴
東京都出身。1982年学習院大学経済学部卒業、日本水産入社。家庭用食品部冷凍食品課長、家庭用食品部加工食品課長等を歴任。垣添直也第13代代表取締役社長に不振だった缶詰・瓶詰事業の立て直しを進言。3年で実現し若干43歳で常温食品事業部長に昇格。2009年からは営業企画室長を務め、細見典男事業推進本部長（のちに第14代代表取締役社長）のブレーンを務めた。2010年執行役員営業企画室長委嘱に就任。2014年取締役執行役員食品事業執行委嘱に昇格。2015年取締役常務執行役員食品事業執行委嘱。2017年から第15代代表取締役社長執行役員最高経営責任者（CEO）を務めたが、2018年に相談役に退き、同年肺がんのため死去。享年58。ホテルニューオータニでお別れの会が開催され、1300人が参列した。